# Magalys García
Magalys García Leliebre (née le 23 octobre 1971 à La Maya) est une athlète cubaine, spécialiste de l'heptathlon. 

## Biographie

### Palmarès
| Date | Compétition                                      | Lieu           | Résultat | Performance |
| ---- | ------------------------------------------------ | -------------- | -------- | ----------- |
| 1990 | Championnats du monde juniors                    | Plovdiv        | 5e       | 5 476 pts   |
| 1990 | Jeux d'Amérique centrale et des Caraïbes         | Mexico         | 2e       | 5 528 pts   |
| 1991 | Jeux panaméricains                               | La Havane      | 3e       | 5 690 pts   |
| 1993 | Championnats d'Amérique centrale et des Caraïbes | Cali           | 1re      | 5 884 pts   |
| 1993 | Jeux d'Amérique centrale et des Caraïbes         | Ponce          | 1re      | 5 903 pts   |
| 1995 | Jeux panaméricains                               | Mar del Plata  | 2e       | 6 055 pts   |
| 1995 | Championnats d'Amérique centrale et des Caraïbes | Guatemala      | 1re      | 6 189 pts   |
| 1996 | Jeux olympiques                                  | Atlanta        | 15e      | 6 109 pts   |
| 1998 | Jeux d'Amérique centrale et des Caraïbes         | Maracaibo      | 1re      | 5 888 pts   |
| 1999 | Jeux panaméricains                               | Winnipeg       | 1re      | 6 290 pts   |
| 1999 | Championnats du monde                            | Séville        | 12e      | 6 159 pts   |
| 2000 | Jeux olympiques                                  | Sydney         | 11e      | 6 054 pts   |
| 2003 | Jeux panaméricains                               | Saint-Domingue | 3e       | 5 864 pts   |

### Records
| Épreuve    | Performance | Lieu      | Date         |
| ---------- | ----------- | --------- | ------------ |
| Heptathlon | 6 352 pts   | La Havane | 23 juin 1996 |